# Bathybagrus sianenna
Bathybagrus sianenna là một loài cá thuộc họ Claroteidae. Nó được tìm thấy ở Burundi, Cộng hòa Dân chủ Congo, Tanzania, và Zambia. Các môi trường sống tự nhiên của chúng là sông và hồ nước ngọt.
Loài này đã được xếp vào chi Bathybagrus, nhưng hiện nằm trong chi Chrysichthys.